# 布罗斯·哈斯拉彻
布罗斯·哈斯拉彻（Brosl Hasslacher，1941年5月13日—2005年11月11日）是一位理论物理学家。
布罗斯·哈斯拉彻于1962年获得哈佛大学物理学学士学位，後來又獲得博士学位，並且与石溪大学的DZ Freeman以及杨振宁有過合作。他曾以博士后以及學者的身份在普林斯顿高等研究院、加州理工学院、巴黎高等師範學院和歐洲核子研究組織等學術機構開展研究，後來他又在洛斯阿拉莫斯国家实验室的理论部工作了20多年。在那里，他参与理论物理学、高能物理学、非线性动力学、流体动力学、纳米技术和机器人学等領域的研究工作。布罗斯·哈斯拉彻還与米切爾·費根鮑姆一起研究混沌理论。
1980年代，布罗斯·哈斯拉彻与Uriel Frisch和Yves Pomeau合作研發格子气自动机的FHP模型。1990年代，布罗斯·哈斯拉彻与Mark Tilden合作撰写了几篇关于生物形态工程的论文。他還運用自己所掌握的非线性动力学的知識來设计BEAM。1994年，布罗斯·哈斯拉彻在洛斯阿拉莫斯国家实验室的UNIX 帐户 (bhass) 被黑客凯文·米特尼克控制，凯文·米特尼克用他的賬號入侵了计算机安全专家下村努的计算机。布罗斯·哈斯拉彻于2003年从洛斯阿拉莫斯国家实验室退休。
布罗斯·哈斯拉彻的妻子是法国人玛丽·卡泽纳夫，兩人育有两子一女。